# Корниенко, Сергей Иванович
Серге́й Ива́нович Корние́нко (род. 4 ноября 1948, пос. Абрау-Дюрсо, Краснодарский край) — российский историк, доктор исторических наук (1993), профессор (1995), специалист в области политической истории России, источниковедения и цифровых гуманитарных наук. Научный руководитель лаборатории исторической и политической информатики и центра цифровой гуманитаристики Пермского университета (до 2020 года), заведующий кафедрой гуманитарных дисциплин Пермского филиала НИУ ВШЭ с 2019 по 2022. Научный руководитель кафедры гуманитарных дисциплин Пермского филиала НИУ ВШЭ.

## Биография
В 1971 году окончил исторический факультет Ростовского государственного университета. Ученик Е. Н. Осколкова и М. С. Чигринского; учился также у профессоров В. А. Золотова, А. П. Пронштейна и Ю. И. Серого. Трудовую деятельность начал в Перми в должности старшего лаборанта лаборатории социологии НИС Политехнического института (руководитель З. И. Файнбург). Работал старшим лаборантом, ассистентом кафедры истории и политэкономии (1971—1975), ассистентом кафедры философии (1978—1980) Пермского фармацевтического института.
В 1975—1986 годах — аспирант, старший преподаватель, доцент кафедры истории КПСС ПГУ. В 1978 году под руководством Я. Р. Волина защитил кандидатскую диссертацию «Борьба большевиков Урала против оппортунизма меньшевиков-ликвидаторов и отзовистов за сохранение и укрепление местных партийных организаций (1907—1910 гг.)»; в 1984 году присвоено звание доцента.
С 1978 по 1986 год являлся учёным секретарём проблемного совета Минвуза РСФСР «В. И. Ленин и местные партийные организации России», заместителем заведующего кафедрой истории КПСС по научной работе; лауреат премии молодых учёных Пермского университета.
В 1986—1988 годах — проректор Пермского государственного института культуры, в 1991—2000 годах — доцент, профессор кафедры истории, проректор по научной работе, заведующий кафедрой истории и социально-политических наук ПГИИК. В настоящее время — профессор кафедры библиотечных и документально-информационных технологий ПГИК.
С 1988 по 1991 год обучался в докторантуре при МГИАИ (научный консультант А. И. Зевелев). В 1993 году защитил в МПГУ докторскую диссертацию «Социал-демократическая историография истории идейной полемики в РСДРП (1898—1912 гг.)». Директор Государственного архива Пермской области (1994—1995).
С 2001 года — профессор кафедры общей отечественной истории Пермского государственного университета, с 2003 года — профессор кафедры дискретной математики и информатики, с 2005 года — профессор кафедры новейшей истории России историко-политологического факультета и кафедры информационных технологий механико-математического факультета ПГУ, заведующий Лабораторией исторической и политической информатики при историко-политологическом факультете ПГУ; с 2007 года — заместитель декана по научной работе историко-политологического факультета, с 2008 года — профессор кафедры компьютерной безопасности и процессов управления, с 2017 года — профессор кафедры истории философии (культурологии и социально-гуманитарных технологий) ПГНИУ. В 2019 году возглавил кафедру гуманитарных дисциплин социально-гуманитарного факультета ПФ НИУ ВШЭ.
В разное время читал курсы «Отечественная история», «История и современность государственной службы», «История современных организаций и государственных учреждений России», «История государственного управления в России», «Информатика», «Историческая информатика», «Политическая информатика», «Информационные технологии в политических исследованиях», «Информационные технологии и ресурсы в гуманитарных исследованиях», «Информационные системы и базы данных в гуманитарных науках», «Компьютеризированные методы анализа текстов», «Информационное общество», «Технологии сохранения и репрезентации историко-культурного наследия», «Практические аспекты исторического знания» и др. Руководитель ряда магистерских программ на историко-политологическом и философско-социологическом факультетах ПГНИУ.
Председатель Методического совета ПГНИУ. В 2008 году награждён нагрудным знаком «Почётный работник высшего профессионального образования Российской Федерации», а также медалью Л. Эйлера «За заслуги» механико-математического факультета Пермского университета.
Супруга — психолог Е. А. Силина; сын Дмитрий (род. 1978) — психолог, профессор ПГГПУ, НИУ ВШЭ и ПГНИУ.

## Научная деятельность
В сферу исследовательских интересов входят политическая история, история революционного движения и общественной мысли России, источниковедение, историография, философия и методология истории, охрана культурного наследия. Одним из первых в России (наряду с Л. И. Бородкиным, В. Н. Владимировым и С. Г. Кащенко) приступил к изучению проблем теории и методологии гуманитарной информатики; компьютерного источниковедения и моделирования исторических процессов, проектирования и разработки историко-ориентированных систем; распознавания рукописных и древних текстов; создания, сохранения, документирования, визуализации и анализа исторических электронных ресурсов; формирования информационно-коммуникационной компетентности участников образовательного процесса высшей школы, Автор более 110 научных публикаций, в том числе 5 монографий, а также ряда программ повышения квалификации учителей и преподавателей вузов.
С 1990-х годов уделяет много внимания исторической информатике — использованию информационных технологий в исторической науке и образовании. Член российской Ассоциации «История и компьютер» (АИК) — одного из старейших профессиональных сообществ в области гуманитарных наук на постсоветском пространстве (1999), инициатор создания Пермского отделения ассоциации; с 2002 года входит в состав Совета АИК и редколлегии изданий ассоциации («Круг идей», «Бюллетень АИК»). Один из основателей (август 2003) и руководитель первой вузовской лаборатории исторической и политической информатики в Перми, член Российской ассоциации политических наук (РАПН) (с 2003) и Российской ассоциации электронных библиотек (НП ЭЛБИ; 2006—2009). С 2010 года входит в состав редакционных советов научных журналов «Вестник Пермского университета. Серия „История“», «Власть» (из списка ВАК) и «Историческая информатика. Информационные технологии и математические методы в исторических исследованиях и образовании». Член объединённого специализированного совета по защите диссертаций на соискание учёной степени доктора исторических наук при ЧелГУ (с 2010).
В публикациях XXI века разрабатывает проблематику digital humanities: теорию и практику применения электронных технологий в социально-гуманитарных научных исследованиях. Ряд работ посвящен институциональной, организационной и методической трансформации высшего профессионального образования в условиях «цифрового поворота». Член правления Российской ассоциации цифровых гуманитарных наук. С 2003 года — руководитель и участник 14 научно-исследовательских проектов, поддержанных РГНФ и РФФИ. Руководитель работ по проектам: «Рукописные и старопечатные тексты: разработка программного комплекса для распознавания на основе технологий искусственного интеллекта и параллельных вычислений» (грант РФФИ № 09-06-00254 а), «Газета „Пермские губернские ведомости“ 1838—1844 гг.: проблемы источниковедческого исследования и сохранения историко-культурного памятника» (грант РГНФ № 08-01-82101 а/У)", «Источниковедческий анализ газеты „Пермские губернские ведомости“ (XIX — начало XX вв.) на основе применения новых компьютерных технологий» (грант РГНФ № 05-01-82102 а/У), «Журналы земских собраний как источник изучения истории местного самоуправления в России (II половина XIX — начало XX века). Информационная система» (грант РФФИ № 04-07-90283-в), «Пермские газеты колчаковского периода: сохранение, документирование и изучение средствами информационных технологий» (грант РГНФ № 11-11-59003-а/У) и др. С 2016 года межфакультетским Центром цифровой гуманитаристики ПГНИУ под руководством С. И. Корниенко реализован ряд проектов по сохранению историко-культурного наследия Пермского края. Инициатор подписания договоров о сотрудничестве Пермского университета с Кипрским технологическим университетом, Балтийским федеральным университетом, Пермской художественной галереей, Мемориальным комплексом политических репрессий.
Член организационных комитетов и постоянный участник ряда конференций и научных школ: Международной ассоциации «History and Computing» (Тромсё, 2003; Амстердам, 2005), Межрегиональной ассоциации «История и компьютер» (2000—2018), El’Manuscript — 2014 «Письменное наследие и информационные технологии» (Варна, 2014), международных семинаров (Грац, 2009; Вена, 2012) и др. Организатор международной научной конференции «Цифровая гуманитаристика: ресурсы, методы, исследования» (Пермь, 2017) и всероссийской научной конференции с международным участием «Естественнонаучные методы в цифровой гуманитарной среде» (Пермь, 2018). Соруководитель российско-австрийского семинара «Documentation and Analysis of the Historical and Cultural Heritage by Historical Information Science Methods: Proceedings of the Joint Seminar» («Документирование и анализ исторического и культурного наследия методами исторической информатики»; совместно с И. Кропачем).

## Основные работы
На русском языке
Книги
- «Полемика вокруг ленинского наследия (1898 — октябрь 1917 гг.)» (1991);
- «Законодательное собрание Пермской области, 1994—2004: История представительных органов власти и учреждений Прикамья [Фотокнига]». (Пермь, 2004; в соавт. с И. К. Кирьяновым и др.);
- Историография сталинизма / под ред. Н. А. Симония. М.: РОССПЭН, 2007 (в соавт.);
- «Формирование информационно-коммуникационной компетентности выпускников классического университета» (Пермь, 2007; в соавт. с В. В. Маланиным, Е. В. Оспенниковой, И. Г. Семакиным и Е. К. Хеннером);
- «Формирование информационно-коммуникационной компетентности студентов университета на основе изучения отечественной истории как общеобразовательной дисциплины» (Пермь, 2007; в соавт. с Д. А. Гагариной);
- «Атлас Пермского края» (2012; в соавт.);
- Цифровая гуманитаристика: ресурсы, методы, исследования: материалы Междунар. науч. конф. (г. Пермь, 16-18 мая 2017 г.). Ч. 1, 2 (недоступная ссылка). (Пермь, 2017; отв. ред.);
- Естественнонаучные методы в цифровой гуманитарной среде: материалы Всерос. науч. конф. с междунар. участием. (Пермь, 2018; отв. ред.).

Статьи
- Сталин и сталинизм в Internet. Опыт количественного анализа ресурсов // Век XX: историография, источниковедение, региональная история России: сборник научных трудов. Н. Новгород, 2004;
- Кирьянов И. К., Корниенко С. И. Информационная система «Российские парламентарии начала XX в.» // Вестник Пермского университета. Сер. «История, политология». 2005. Вып. 5;
- Александр Израилевич Зевелёв: учёный, учитель, личность // Гражданин, солдат, учёный: воспоминания и исследования. Памяти А. И. Зевелева / сост. И. Г. Троик, В. Э. Багдасарян, В. Л. Телицын. М., 2007;
- Волгирева Г. П., Корниенко С. И., Пигалева С. В. Источниковедческий анализ газеты «Пермские губернские ведомости» (XIX — начало XX в.) как основа для проектирования и создания информационной системы // Вестник Пермского университета. Сер. «История и политология». 2007. Вып 3(8);
- Гагарина Д. А., Корниенко С. И. Сохранение историко-культурного наследия: возможности информатизации // Исторический вестник университетов Любляны и Перми / под ред. И. К. Кирьянова и Б. Репе. Ljubljana; Пермь, 2008. Вып. 2;
- Гагарина Д. А., Горбачёва Н. Г., Кирьянов И. К., Корниенко С. И. Информационная система «Стенографические отчеты Государственной думы, 1906—1917»: задачи и возможности комплексного историко-ориентированного ресурса // Информационные ресурсы России. 2008. № 6;
- Гагарина Д. А., Корниенко С. И., Хеннер Е. К. Преемственность информационно-технологического обеспечения при изучении истории в школе и вузе // Информатика и образование. 2008. № 8;
- Горбачева Н. Г., Корниенко С. И. Власть и выборы в земское самоуправление во второй половине XIX в. // Власть. 2008. № 12;
- Корниенко С. И., Гагарина Д. А., Горбачёва Н. Г. Базы данных как основа изучения истории земского самоуправления // Преподавание истории в школе. 2008. № 5 (спец. выпуск);
- Корниенко С. И., Кирьянов И. К., Рябухин И. В., Сметанин А. В. Информационная система «Стенографические отчеты Государственной думы, 1906—1917» // Информационный бюллетень ассоциации «История и компьютер» 2008. № 35;
- Пигалева С. В., Корниенко С. И., Гагарина Д. А., Горбачёва Н. Г. Газета «Пермские губернские ведомости» (1838—1844 гг.): проблемы сохранения и дальнейшего изучения // Вестник Пермского университета. Сер. «История». 2008. Вып. 7(23);
- Гагарина Д. А., Корниенко С. И. Рукописные и старопечатные кириллические книги в Интернете // Вестник Пермского университета. Сер. «История». Вып. 3 (10). Сер. «Политология». Вып. 3(7). 2009;
- Кирьянов И. К., Корниенко С. И. Стенографические отчеты Государственной Думы начала XX века: от традиционного к компьютерному источниковедению // Вестник Челябинского государственного университета. Сер. История. 2009. Вып. 30, № 6;
- Изучение истории государственного управления и самоуправления в дореволюционной России (на основе современных информационных технологий) // Власть. 2009. № 11;
- Корниенко С. И., Гагарина Д. А. Использование источнико-ориентированных информационных систем в историческом образовании // Методичний вісник історичного факультету. Харків, 2009. Вип. 8;
- Гагарина Д. А., Корниенко С. И. Дидактические возможности темы «Великая Отечественная война» в практическом курсе исторической информатики // Вестник Пермского университета. Сер. «История». 2010. Вып. 1(13);
- Кирьянов И. К., Корниенко С. И., Гагарина Д. А., Рябухин И. В. Информационный ресурс по парламентской истории России начала XX в. // Власть. 2010. № 12;
- Гагарина Д. А., Кирьянов И. К., Корниенко С. И. Историко-ориентированные информационные системы: опыт реализации «пермских» проектов // Вестник Пермского университета. Сер. «История». 2011. № 2 (16);
- Кирьянов И. К., Корниенко С. И., Гагарина Д. А., Рябухин И. В. Ресурсы по парламентской истории позднеимперской России в пространстве Рунета // Власть. 2011. № 12;
- Корниенко С. И., Айдаров Ю. Р., Гагарина Д. А., Черепанов Ф. М., Ясницкий Л. Н. Программный комплекс для распознавания рукописных и старопечатных текстов // Информационные ресурсы России. 2011. № 1;
- История местных организаций российской социал-демократии в современном информвционном пространстве // На ниве истории: сборник, посвящённый 100-летию со дня рождения профессора Я. Р. Волина / под общ. ред. М. Г. Суслова. Пермь, 2012;
- Гагарина Д. А., Корниенко С. И. Компьютеризированное учебное исследование по истории: типология, методика, реализация // Вестник Пермского университета. Сер. «Университетское образование». 2012. № 7;
- Кирьянов И. К., Корниенко С. И., Гагарина Д. А., Решетников Д. Г. Проект «Парламентская история дореволюционной России: научно-образовательный интернет-портал»: основные подходы и способы реализации // Информационный бюллетень Ассоциации «История и компьютер». № 38. 2012;
- Корниенко С. И., Гагарина Д. А. Магистерская программа «Компьютерные технологии и ресурсы в исторических исследованиях и образовании» в Пермском университете: от концепции к реализации // Информационный бюллетень Ассоциации «История и компьютер». № 38. 2012;
- Корниенко С. И., Гагарина Д. А., Масленников Н. Н., Пигалева С. В. Пермские газеты колчаковского периода: уникальный информационный ресурс по истории гражданской войны // Информационный бюллетень Ассоциации «История и компьютер». № 38. 2012;
- Корниенко С. И., Власова О. В., Гагарина Д. А. Исторические информационные ресурсы: понятие, описание и классификация // Информационные ресурсы России. 2012. № 1;
- Корниенко С. И., Гагарина Д. А. Специализация по исторической информатике в Пермском государственном университете: становление, состояние, проблемы и перспективы // Информационный бюллетень Ассоциации «История и компьютер». № 39. 2012;
- Корниенко С. И., Гагарина Д. А. Историческая информатика в Пермском национальном исследовательском университете: образовательная модель // Историческая информатика. 2013. № 3;
- Корниенко С. И., Гагарина Д. А., Масленников Н. Н., Пигалева С. В. Источнико-ориентированная база данных как основа информационной системы для сохранения и изучения пермских газет колчаковского периода // Круг идей: базы данных в исторических исследованиях. Барнаул, 2013;
- Корниенко С. И., Кирьянов И. К. Депутатский корпус Государственной Думы позднеимперской России в профессиональном измерении // Информационный бюллетень Ассоциации «История и компьютер». № 41. Барнаул, 2013;
- Корниенко С. И., Кирьянов И. К., Гагарина Д. А., Власова О. В. Историко-ориентированные информационные системы: понятие, классификация и описание // Сборники Президентской библиотеки. Серия «Электронная библиотека» / науч. ред. Е. Д. Жабко. Вып. 5 : Направления развития цифрового библиотечного, музейного и архивного контента в современной информационной среде. СПб., 2014;
- Проект «Из истории политической агитации в Прикамье»: движение по пути «Digital political science» // Вестник Пермского университета. Серия «История». 2015. № 3(30);
- Гагарина Д. А., Корниенко С. И. Методы математического моделирования в профессиональной подготовке историков // Информационный бюллетень Ассоциации «История и компьютер». 2015. № 44;
- Гагарина Д. А., Корниенко С. И., Митина Р. В., Харисова А. Р. Информационная система «Первая мировая война в пермской губернской периодике» // Информационный бюллетень Ассоциации «История и компьютер». 2015. № 44;
- Корниенко С. И., Гагарина Д. А. «Историко-ориентированные информационные системы»: возможности интернет-ресурса // Информационный бюллетень Ассоциации «История и компьютер». 2015. № 44;
- Корниенко С. И., Гагарина Д. А. Отечественная история: новые методы изучения источников // Власть. 2015. № 9;
- Корниенко С. И., Поврозник Н. Г., Гагарина Д. А., Харисова А. Р. Университет и библиотека: сотрудничество в области сохранения и изучения губернской периодики // Роль библиотек в информационном обеспечении исторической науки / Авт.-сост. Е. А. Воронцова; отв. ред. А. О. Чубарьян, В. Р. Фирсов. М., 2016;
- Кирьянов И. К., Корниенко С. И., Гагарина Д. А., Сотник А. В. Депутаты с повторяющимся парламентским статусом в позднеимперской России: кейс Государственной Думы четвёртого созыва, 1912—1917 годы // Вестник Пермского университета. Сер. «История». 2017. № 1(36);
- Выборы в Государственную Думу Российской империи третьего созыва: возможности изучения на основе геоинформационных систем // Вестник Пермского университета. Сер. «История». 2017. № 4(39);
- Корниенко С. И., Гагарина Д. А., Поврозник Н. Г. Информационные системы в цифровой среде исторической науки // Электронный научно-образовательный журнал «История». 2017. № 7 (51).
- Корниенко С. И., Поврозник Н. Г., Ехлакова А. Р. Социокультурные характеристики гласных первых трехлетий губернских земских собраний Москвы, Санкт-Петербурга и Перми // Власть. 2017. № 12;
- Корниенко С. И., Гагарина Д. А., Ехлакова А. Р., Сотник А. В. Революция 1917 года и Гражданская война в Пермской губернской периодике: от источников к информационной системе // Власть. 2018. Т. 26. № 3;
- Корниенко С. И., Ехлакова А. Р. Журналы земских собраний: организация информации на основе информационных систем (на примере Пермской губернии) // Сборники Президентской библиотеки. Сер. «Электронная библиотека». Вып. 8: Цифровые проекты в современной информационной среде. СПб., 2018;
- Корниенко С. И., Иванков Э. В. Изучение избирательных процессов в Государственную думу Российской империи третьего созыва на основе геоинформационных систем // Власть. 2018. Т. 26. № 2;
- Гагарина Д. А., Корниенко С. И. Цифровая оптика: микро- и макро- в историческом исследовании // Вестник Пермского университета. Сер. «История». 2019. № 3(46);
- Гагарина Д. А., Корниенко С. И. Digital Humanities: образовательный ландшафт // Электронный научно-образовательный журнал «История». 2020. № 3 (89).

На иностранных языках
- Documentation and Analysis of the Historical and Cultural Heritage by Historical Information Science Methods: Proceedings of the Joint Seminar (held at Graz, April, 15-17, 2009). Series of the Institute of History (University of Graz), vol. 18 / eds. by S. I. Kornienko and I. H. Kropač / Perm University. Perm; Graz, 2009;
- Kornienko S., Aydarov Y., Cherepanov F., Gagarina D., Yasnitskiy L. Manuscript and early printed text recognition application // Информационный бюллетень Ассоциации «История и компьютер». № 37. 2011;
- Gagarina D., Kornienko S. Digital Editions of Russia: Provincial Periodicals for Scholarly Usage // Digital Editions: Academia, Cultural Heritage, Society. Cologne, 2016;
- Kornienko S., Gagarina D. The First World War in Perm Provincial Periodicals // Digital Humanities 2016. Conference Abstracts. Jagiellonian University & Pedagogical University. Kraków. 11-16 July 2016;
- Gagarina D. A., Kornienko S. I. Geographic visulization and analysis of Perm provincial pre-revolutionary newspapers // Abstract book of 7th International Conference on Textual Heritage and Information Technologies — El’Manuscript-2018. Vienna and Kerms, 14-18 September 2018.